# 腓特烈斯海恩-克罗伊茨贝格

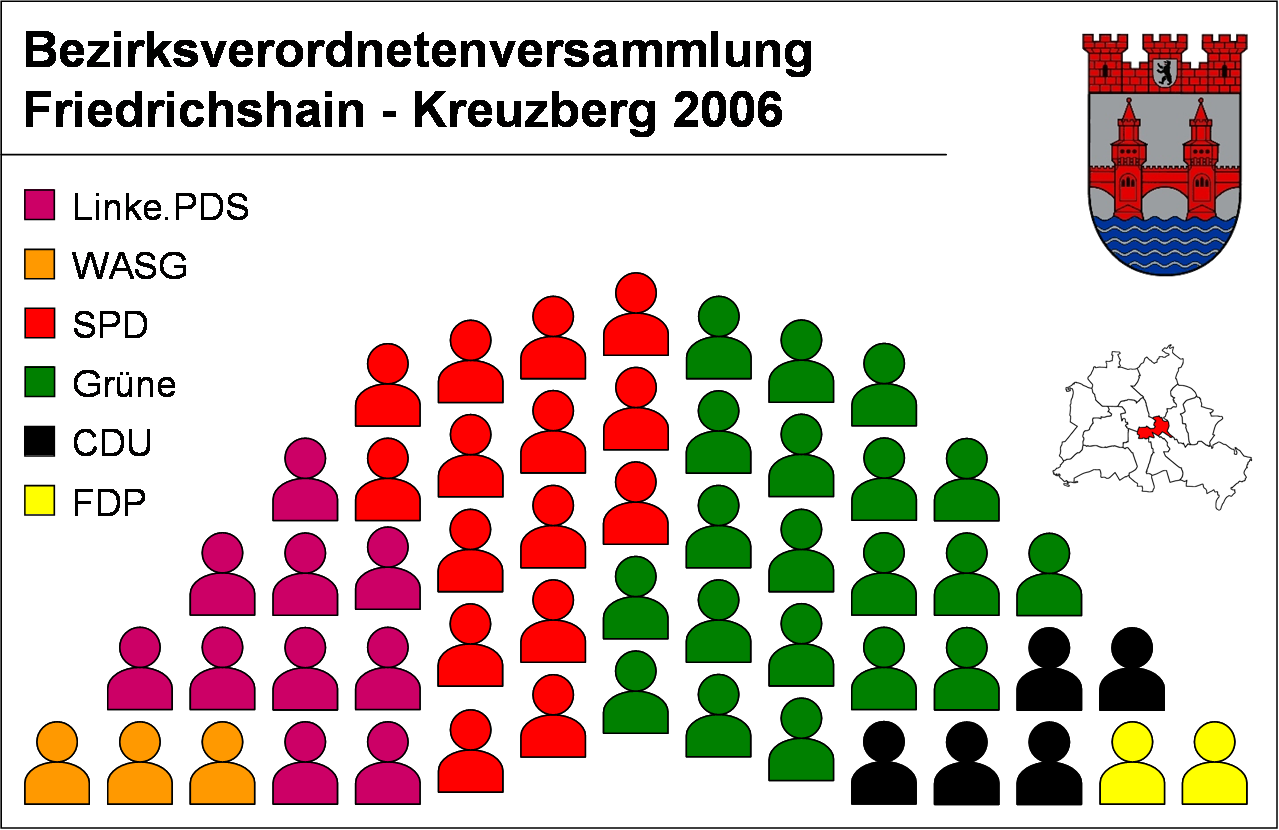

腓特烈斯海恩-克罗伊茨贝格（Friedrichshain-Kreuzberg）是柏林的一个行政区，2001年合并过去东柏林的腓特烈斯海恩区和前西柏林的克罗伊茨贝格区成立。连接两个旧区，施普雷河上的奥伯鲍姆桥成为这个新区的地标。
克罗伊茨贝格具有的反文化传统，使得该区成为柏林唯一绿党获多数选票的区，当地的国会议员漢斯-克里斯蒂安·斯特勒貝萊是唯一直接选入联邦议会的绿党政治人物。

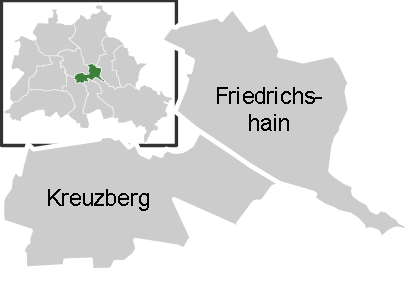
地方

## 地方
- 腓特烈斯海恩
- 克罗伊茨贝格

## 友好城市
- 尼加拉瓜马那瓜的San Rafael del Sur区 ， 1986
- Kiryat Yam，以色列海法区